# Курландия
Курландия (на латвийски: Kurzeme; на немски: Kurland; на латински: Curonia / Couronia; на руски: Курляндия;) е един от историческите и културни региони на Латвия. Понякога районите Семигалия и Селония се считат за част от Курландия.

## Курландия по време на Втората световна война
След началото на операция Барбароса през юни 1941 г. група армии „Север“, командвани от фелдмаршал Вилхелм фон Лееб, овладяват Курландия и Балтийския регион. През 1944 г. Червената армия сваля обсадата на Ленинград и си връща контрола над Балтийския регион, както и голяма част от Украйна и Беларус. Около 200 000 немски войници остават обградени в това, което става известно като Курландски чувал. Блокирани са по море от Червеноармейския балтийски флот и Червената армия по суша.
На 15 януари 1945 е сформирана група армии „Курландия“, под командването на генерал-полковник д-р Лотар Рендулич. Блокадата продължава до 8 май 1945 г., когато командващият немската формация генерал-полковник Карл Хилперт се предава на маршал Леонид Говоров, командващ на Ленинградския фронт. На следващия ден приблизително 203 000 немски войници започват прехвърляне към съветските военнопленнически лагери на изток. Голяма част от тях не се завръщат в Германия.